# 황규복
황규복(黃圭復, 1962년 2월 24일 ~ )은 대한민국의 제9·10대 서울특별시의원이며, 제4·5·6대 서울특별시 구로구의원이다.

## 학력
- 세곡국민학교 졸업
- 유한중학교 졸업
- 우신고등학교 졸업
- 명지대학교 수학 학사 졸업

## 경력
- ㈜국제화재화상보험 5년 근무
- 고척초등학교 운영위원회 위원장
- 구로구 민주평화통일자문위원회 위원
- 2002.07 ~ 2006.06 제4대 서울특별시 구로구의회 의원
- 2004.07 ~ 2006.06 제4대 서울특별시 구로구의회 후반기 운영위원회 위원장
- 2006.07 ~ 2010.06 제5대 서울특별시 구로구의회 의원
- 2006.07 ~ 2008.07 제5대 서울특별시 구로구의회 전반기 내무행정위원회 위원장
- 2010.07 ~ 2014.06 제6대 서울특별시 구로구의회 의원
- 2012.07 ~ 2014.06 제6대 서울특별시 구로구의회 후반기 의장
- 2016 제20대 총선 더불어민주당 이인영 후보 선거대책위원장
- 2017.05 ~ 2018.06 제9대 서울특별시의회 의원
- 2017.06 ~ 2018.03 제9대 서울특별시의회 후반기 문화체육관광위원회 위원
- 2017.09 ~ 2018.06 제9대 서울특별시의회 마을과 학교협력을 위한 특별위원회 위원
- 2018.03 ~ 2018.06 제9대 서울특별시의회 후반기 문화체육관광위원회 부위원장
- 2018.07 ~ 2022.06 제10대 서울특별시의회 의원
- 2018.07 ~ 2020.07 제10대 서울특별시의회 전반기 문화체육관광위원회 위원
- 2018.08 ~ 2019.12 제10대 서울특별시의회 전반기 예산결산특별위원회 위원
- 2018.12 ~ 2019.12 제10대 서울특별시의회 항공기소음특별위원회 위원
- 2019.03 ~ 2020.06 제10대 서울특별시의회 예산정책연구위원회 위원장
- 2020.07 ~ 2022.06 제10대 서울특별시의회 후반기 문화체육관광위원회 위원장
- 2020.12 ~ 2022.06 제10대 서울특별시의회 항공기소음특별위원회 위원

## 역대 선거 결과
|  | 52.09% |

|  | 23.36% |

|  | 30.77% |

|  | 44.82% |

|  | 60.22% |

|  | 47.63% |